# パルマ公の一覧

## ファルネーゼ家：1545-1731
- ピエール・ルイージ (Pier Luigi)　在位 1545-1547
- オッターヴィオ (Ottavio)　在位 1547-1586
- アレッサンドロ (Alessandro)　在位 1586-1592
- ラヌッチョ1世 (Ranuccio I) 1592-1622
- オドアルド1世 (Odoardo I)　在位 1622-1646
- ラヌッチョ2世 (Rainuccio II)　在位 1646-1694
- フランチェスコ (Francesco)　在位 1694-1727
- アントニオ (Antonio)　在位 1727-1731

## スペイン・ブルボン家：1731-1735
- カルロ1世 1731-1735

## オーストリア・ハプスブルク家：1735-1748
- カルロ (Imperatore Carlo VI)　在位 1735-1740
- マリア・テレーザ (Maria Theresa)　在位 1740-1748

## ブルボン＝パルマ家：1748-1802
- フィリッポ (Filippo)　在位 1748-1765
- フェルディナンド (Ferdinando)　在位 1765-1802

## フランス第一帝政：1808-1814
- ジャン＝ジャック・レジ・ド・カンバセレス (Jean Jacques Régis de Cambacérès)　パルマ公 1808-1814
- シャルル＝フランソワ・ルブラン (Charles-François Lebrun)　ピアチェンツァ公 1808-1814

## ハプスブルク＝ロートリンゲン家：1814-1847
- マーリア・ルイーザ (Maria Luisa)　在位 1814-1847

## ブルボン＝パルマ家：1847-1859
- カルロ2世ルイージ (Carlo II Luigi)　在位 1847-1849
- カルロ3世 (Carlo III)　在位 1849-1854
- ロベルト1世 (Roberto I)　在位 1854-1859

## ブルボン＝パルマ家当主：1859以降
- ロベルト1世 (Roberto I)　当主 1859-1907
- エンリコ (Enrico)　当主 1907-1939
- ジュゼッペ (Giuseppe)　当主 1939-1950
- エリアス (Elias)　当主 1950-1959
- ロベルト・ウーゴ (Roberto Ugo)　当主 1959-1974
- サヴェリオ (Saverio)　当主 1974-1977
- カルロ・ウーゴ (Carlo Ugo)　当主 1977-2010
- カルロ・サヴェリオ (Carlo V)　当主 2010-